# CroExpress
CroExpress – News for Croatians living abroad je od 2009. samostalan i nezavisan informativni medij Hrvata izvan Republike Hrvatske.
Izlazio je u tiskanomu izdanju sve do 2014. godine, nakon čega je postao mrežni portal. 

## Povijest
U prve četiri godine mjesečnik je tiskan u gotovo 400 000 tisuća primjeraka. Prvi broj tiskanoga izdanja CroExpressa, hrvatskih besplatnih novina izašao je u Hannoveru, u Njemačkoj, u prosincu 2009. godine. Sva sljedeća izdanja mogla su se kasnije naći u hrvatskim katoličkim misijama, udrugama i veleposlanstvima širom Njemačke, Švicarske, Austrije i Rumunjske.
Svaki broj tiskanoga izdanja donosio je priče iz Hrvatske, Bosne i Hercegovine, ali i iz gradova izvan granica Republike Hrvatske. Objavljivani su i radovi hrvatskih iseljenika te su se popraćeni njihovi kulturni, športski i ini događaji. Često su se predstavljali i uspješni Hrvati u iseljeništvu. Postojala je i rubrika o hrvatskomu jeziku.

## Mrežni portal
Na portalu svakoga se dana objavljuju vijesti i aktualnosti iz domovine i iseljeništva na hrvatskom, njemačkom ili engleskom jeziku.

## Vanjske poveznice
- Službene stranice
- CroExpress - Facebook
- CroExpress - Twitter
- CroExpress – Youtube